# Graemontia natalensis
Graemontia natalensis is een hooiwagen uit de familie Triaenonychidae.